# Тортум (водопад)
Тортум (тур. Tortum Şelalesi) — водопад, находящийся рядом с одноимённым озером в турецком иле Эрзурум.
Тортум образовался в XVIII веке в результате оползня в селе Балыклы. В 2019 году был предложен к добавлению в список объектов всемирного наследия ЮНЕСКО.
Водопад находится в районе Узундере в 87 км от города Эрзурума. Ширина водопада — 21 м, а высота — 48 м.

## Галерея

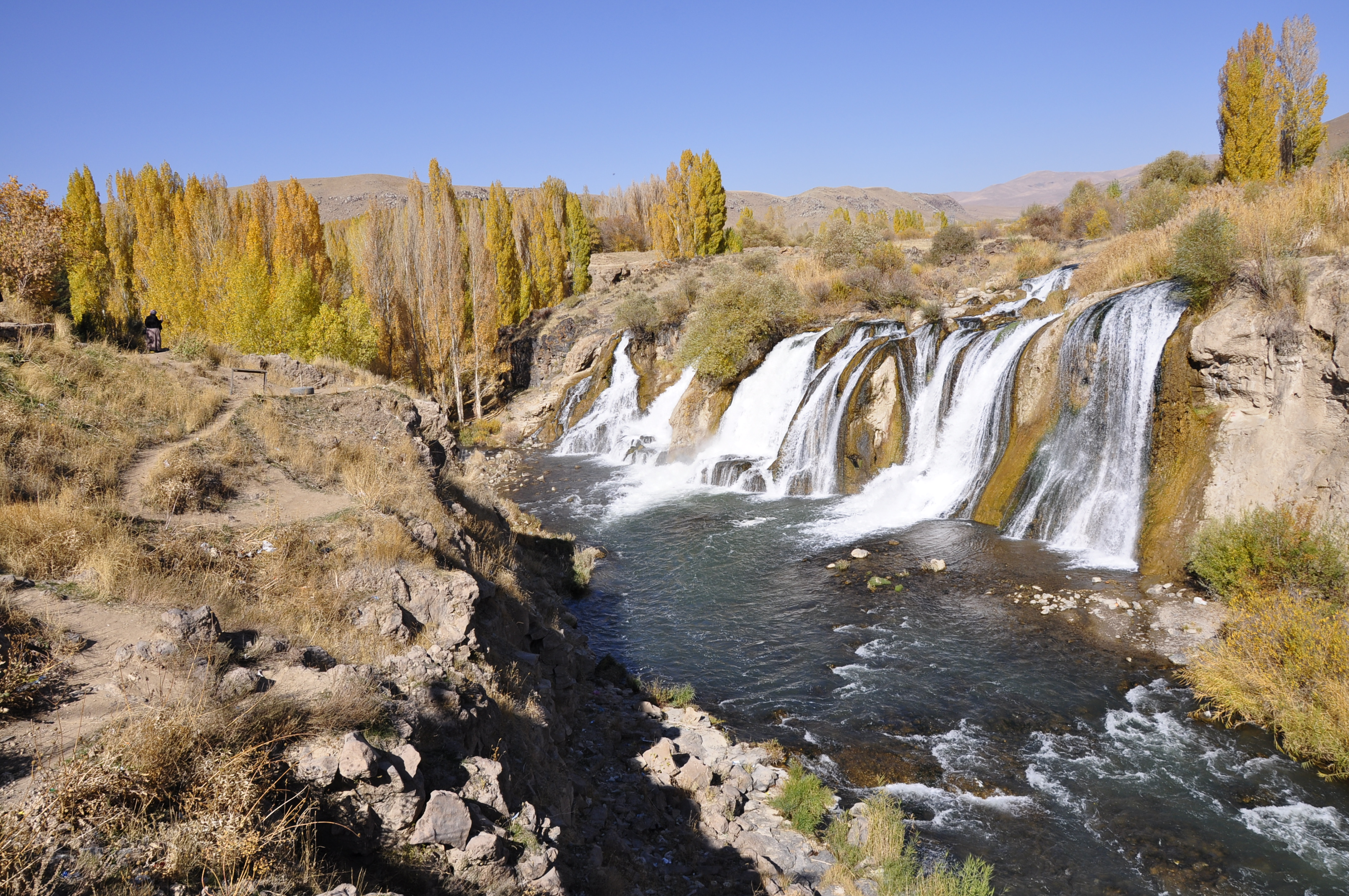
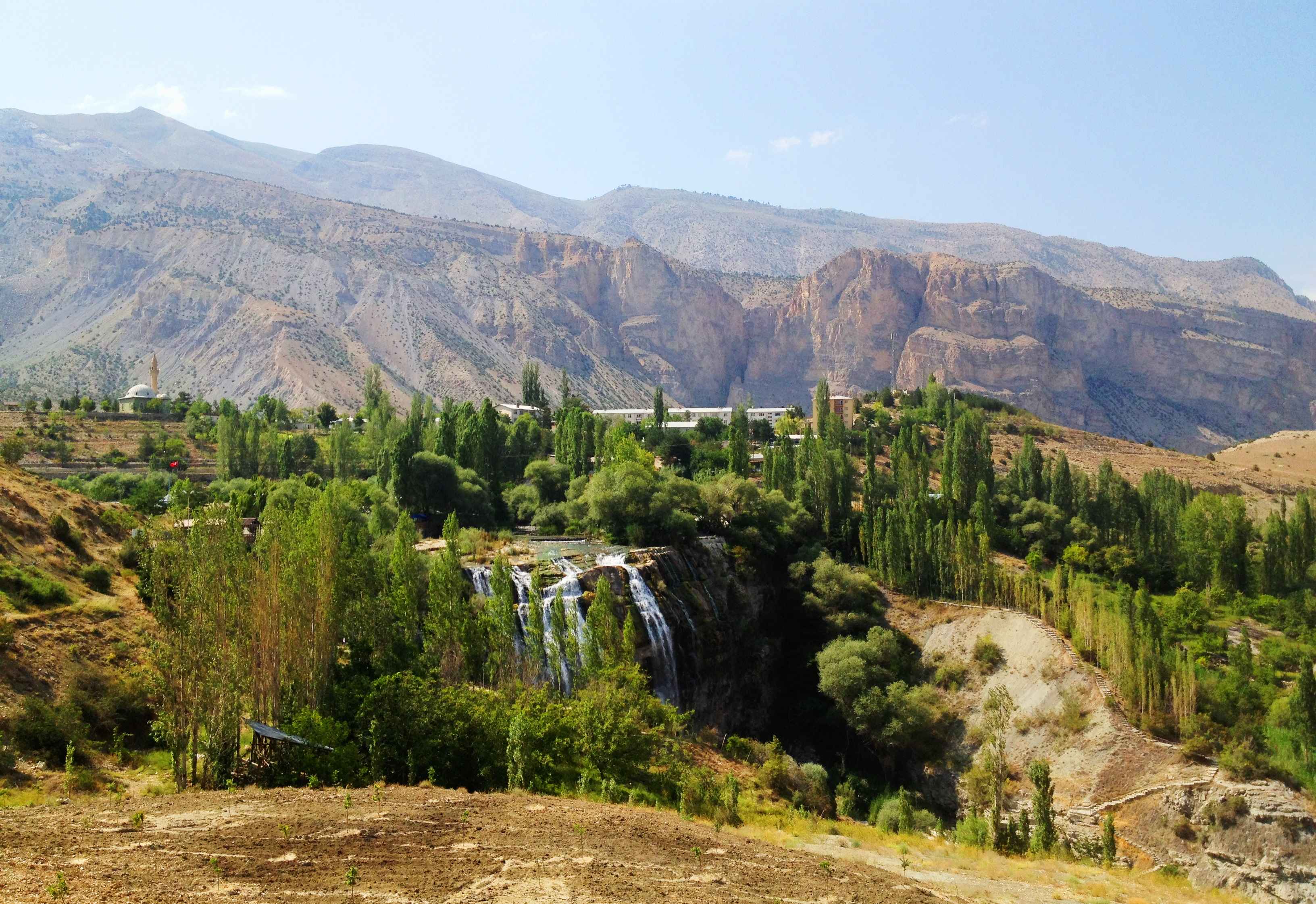
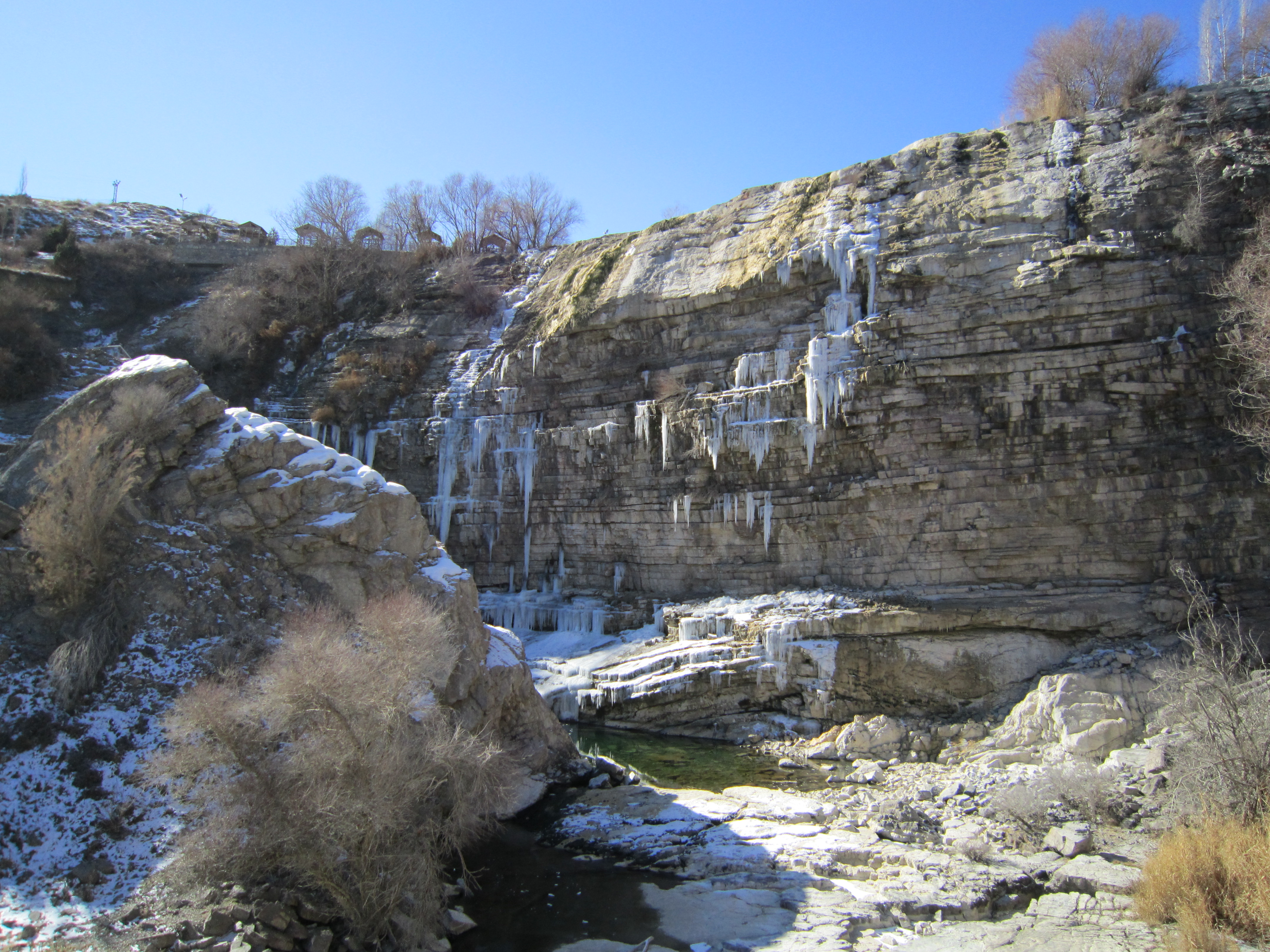
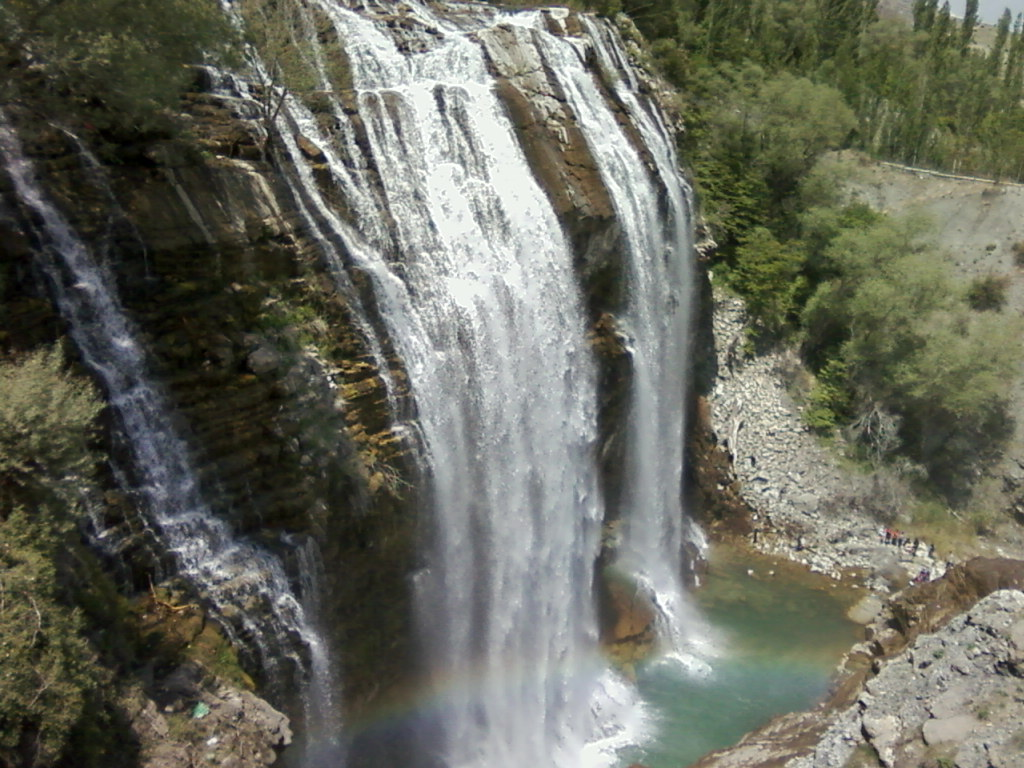